# Захарьевская, Мария Алексеевна
Мария Алексеевна Захарьевская (1889—1977) — советский патологоанатом, специалист в области патологии сосудистой системы и морфологии гипертонической болезни, доктор медицинских наук, профессор (1950), заслуженный деятель науки РСФСР (1962).

## Биография
Родилась 4 августа 1889 года[по какому календарю?] в Цивильске Казанской губернии (ныне — Чувашская республика) в семье земского врача Алексея Ивановича Захарьевского; мать Фавста Феодосиевна, урождённая Лаврова.
Окончила в 1910 году 2-ю Казанскую классическую женскую гимназию, а в 1916 году — Петроградский женский медицинский институт, получив звание «лекаря с отличием». Ещё студенткой начала работать в лаборатории неорганической химии и микробиологии, терапевтической клинике и военных госпиталях (1914—1915). В 1918 году окончила интернатуру при кафедре патологической анатомии и с 1919 года до 1943 года работала в должности ассистента. Вышла замуж за Г. Ф. Ланга, для которого это был уже третий брак, но и он оказался непрочным — в 1930 году они расстались.
В 1935 году по совокупности работ, посвящённых патологическим изменениям центральной нервной системы при скарлатинозном энцефалите ей была присуждена учёная степень кандидата медицинских наук. В 1941 году защитила докторскую диссертацию «Патологоанатомические и экспериментальные исследования о сосудистом нефросклерозе» и получила степень доктора медицинских наук.
Во время блокады Ленинграда оставалась в городе, продолжала вести исследования. С 1943 года — доцент 1-го ЛМИ: в 1952—1968 годах — заведующая, в 1968—1972 годах — профессор-консультант кафедры патологической анатомии института; профессор с 1950 года. Одновременно, была старшим научным сотрудником отдела патологической анатомии ГРРРИ (1932—1943) и Института экспериментальной медицины (1943—1948), участвуя в секретных работах, связанных с боевыми отравляющими веществами.
Автор 135 научных работ. Награждена орденом Ленина, четырьмя медалями, значком «Отличнику здравоохранения»; с 1962 года — заслуженный деятель науки РСФСР. Была учёным секретарём Учёного совета 1-го ЛМИ; под её руководством были выполнены и защищены 6 докторских и 12 кандидатских диссертаций.
Умерла 2 июня 1977 года в Ленинграде. Похоронена на Серафимовском кладбище.